# Besk kastanjemusseron
Besk kastanjemusseron (Tricholoma batschii) är en svampart som beskrevs av Gulden 1999. Besk kastanjemusseron ingår i släktet musseroner och familjen Tricholomataceae.  Arten är reproducerande i Sverige. Inga underarter finns listade i Catalogue of Life.